# Туйтебаева, Нурмаш
Нурмаш Туйтебаева (каз. Нұрмаш Түйтебаева, 1937 года, Акжар, Свердловский район, Джамбульская область, Казахская ССР, СССР) — колхозница, трактористка, Герой Социалистического Труда (1971). Депутат Верховного Совета СССР 9 созыва.

## Биография
Родилась в 1937 году в ауле Акжар Джамбульской области. После окончания восьми классов вступила в 1952 году в колхоз «40 лет Октября», где стала работать в свекловодческой бригаде. В 1965 году была назначена звеньевой свекловодческого звена.
В 1970 году свекловодческое звено под руководством Нурмаш Туйтебаевой собрало по 551 центнеров сахарной свеклы с участка площадью 70 гектаров. Пятилетний план был выполнен на 153 %. 8 апреля 1971 года Указом Президиума Верховного Совета СССР удостоен звания Героя Социалистического Труда «за выдающиеся успехи, достигнутые в развитии сельскохозяйственного производства и выполнении пятилетнего плана продажи государству продуктов земледелия и животноводства» с вручением ордена Ленина и золотой медали Серп и Молот.
В 1965 году была избрана депутатом сельского совета народных депутатов. В 1972 году вступила в КПСС. В 1974 году была избрана депутатом Верховного Совета СССР.

## Награды
- Герой Социалистического Труда — указом Президиума Верховного Совета СССР от 8 апреля 1971 года;.
- Орден Ленина (1971);
- Медаль «За трудовую доблесть»;
- Медаль «В ознаменование 100-летия со дня рождения Владимира Ильича Ленина»